# Seznam astronavtov
Seznam astronavtov, kozmonavtov, spationavtov in tajkonavtov.

## Po narodnosti
- seznam ameriških astronavtov
- seznam armenskih astronavtov
- seznam avstrijskih astronavtov
- seznam avstralskih astronavtov
- seznam azerbajdžanskih kozmonavtov
- seznam beloruskih kozmonavtov
- seznam belgijskih astronavtov
- seznam brazilskih astronavtov
- seznam britanskih astronavtov
- seznam bolgarskih kozmonavtov
- seznam čeških astronavtov
- seznam danskih astronavtov
- seznam estonskih astronavtov
- seznam finskih astronavtov
- seznam francoskih spationavtov
- seznam grških astronavtov
- seznam gruzinskih astronavtov
- seznam indijskih astronavtov
- seznam irskih astronavtov
- seznam islandskih astronavtov
- seznam izraelskih astronavtov
- seznam italijanskih astronavtov
- seznam japonskih astronavtov
- seznam južnoafriških astronavtov
- seznam kanadskih astronavtov
- seznam kazahtanskih kozmonavtov
- seznam kirgistanskih kozmonavtov
- seznam kitajskih astronavtov (seznam kitajskih tajkonavtov) Yang Liwei ...
- seznam korejskih astronavtov?
- seznam kubanskih kozmonavtov
- seznam latvijskih kozmonavtov
- seznam litovskih kozmonavtov
- seznam madžarskih astronavtov/kozmonavtov
- seznam mehiških astronavtov
- seznam mongolskih kozmonavtov?
- seznam nemških astronavtov
- seznam nizozemskih astronavtov
- seznam norveških astronavtov
- seznam novozelandskih astronavtov
- seznam poljskih astronavtov
- seznam portugalskih astronavtov
- seznam romunskih kozmonavtov
- seznam ruskih kozmonavtov
- seznam savdskih astronavtov
- seznam sirskih kozmonavtov
- seznam slovaških kozmonavtov
- seznam slovenskih astronavtov?
- seznam španskih astronavtov
- seznam švedskih astronavtov
- seznam švicarskih astronavtov?
- seznam tadžikistanskih kozmonavtov
- seznam turkmenistanskih kozmonavtov
- seznam turških astronavtov
- seznam ukrajinskih kozmonavtov
- seznam uzbekistanskih kozmonavtov
- seznam vietnamskih astronavtov?

## Drugo
- poimenski seznam astronavtov